# Dichorisandra thyrsiflora
Dichorisandra thyrsiflora là một loài thực vật có hoa trong họ Commelinaceae. Loài này được J.C.Mikan mô tả khoa học đầu tiên năm 1820.